# جایزه بهترین بازیکن زن سال اروپا
بهترین بازیکن زن سال اروپا یا بهترین بازیکن زن سال یوفا(به انگلیسی: UEFA Best Women's Player in Europe Award) عنوان جایزه‌ای است که توسط یوفا به بازیکنی که بهترین عملکرد را در فصل پیش از آن داشته است، اهدا می‌گردد. یوفا این جایزه را در سال ۲۰۱۱، ایجاد و آن را جانشین جایزه بهترین بازیکن باشگاهی سال یوفا کرد. مهم‌ترین ملاک برای اهدای این جایزه، عملکرد بازیکن در لیگ قهرمانان اروپا است. اهدای این جایزه در بخش زنان دو سال پس از بخش مردان یعنی جایزه بهترین بازیکن مرد سال یوفا و در سال ۲۰۱۳ برای اولین بار انجام شد. در سالهای ابتدایی و افتتاحیه این مراسم نادین آنگرر، لینا گوسلینگ و لوتا شلین فهرست نهایی نامزدهای دریافت این جایزه را تشکیل دادند. نادین آنگرر در ۵ سپتامبر ۲۰۱۳ به عنوان بهترین بازیکن زن سال اروپا انتخاب شد.

## ضوابط و رای‌گیری
مطابق قوانین یوفا بازیکنان بر طبق عملکردشان در آن سال و تمامی بازی‌های بین‌المللی و کشوری و در هر دو ردهٔ ملی و باشگاهی ارزیابی و انتخاب می‌شوند. در اولین سال اهدای این جایزه بازیکنان توسط مربیان دوازده تیم ملی که مرحلهٔ گروهی مسابقات فوتبال زنان اروپا ۲۰۱۳ را با موفقیت گذرانده بودند و همچنین مربیان هشت باشگاه که به یک چهارم نهایی مسابقات لیگ قهرمانان اروپای زنان ۱۳–۲۰۱۲ رسیده بودند انتخاب شدند. پس از آن این نامزدها با رای هجده روزنامه نگار ورزشی که فوتبال زنان را پوشش می‌دادند و توسط انجمن اروپا اسپورت مدیا انتخاب شده بودند برگزیده می‌شوند. هر یک از رای‌دهندگان سه بازیکن برتر خود را انتخاب می‌کردند و به انتخاب اول خود پنج امتیاز انتخاب دوم سه امتیاز و انتخاب سوم یک امتیاز می‌دادند. در دور ابتدایی رای دهی فهرست نهایی سه نفره انتخاب شد و چهار تا ده انتخاب پایانی مشخص شدند. نفر برنده و دوم و سوم نیز در دور دوم انجام شد.

## تاریخچهٔ جایزه

### برنده
| سال                              | اول                              | دوم                              | سوم                              |
| جایزه بهترین بازیکن زن سال اروپا | جایزه بهترین بازیکن زن سال اروپا | جایزه بهترین بازیکن زن سال اروپا | جایزه بهترین بازیکن زن سال اروپا |
| -------------------------------- | -------------------------------- | -------------------------------- | -------------------------------- |
| ۲۰۱۲–۱۳                          | نادین آنگرر (فرانکفورت)          | لینا گوسلینگ (وولفسبورگ)         | لوتا شلین (لیون)                 |
| ۲۰۱۳–۱۴                          | ندیم کسلر (وولفسبورگ)            | مارتینا مولر (وولفسبورگ)         | نیلا فیشر (وولفسبورگ)            |
| ۲۰۱۴–۱۵                          | زیلیا ششیچ (فرانکفورت)           | آماندین آنری (لیون)              | جنیفر ماروشسان (فرانکفورت)       |
| ۲۰۱۵–۱۶                          | آدا هگربرگ (لیون)                | آماندین آنری (لیون)              | جنیفر ماروشسان (فرانکفورت)       |
| جایزه بهترین بازیکن زن سال اروپا |                                  |                                  |                                  |
| ۲۰۱۶–۱۷                          | لیکه مارتنس (بارسلونا)           | پرنیل هاردر (وولفسبورگ)          | جنیفر ماروشسان (لیون)            |
| ۲۰۱۷–۱۸                          | پرنیله هاردر (وولفسبورگ)         | آدا هگربرگ (لیون)                | آماندین آنری (لیون)              |

#### بر پایه بازیکن
|   | بازیکن         | مقام اول | مقام دوم | مقام سوم |
| - | -------------- | -------- | -------- | -------- |
| ۱ | نادین آنگرر    | ۱        | ۰        | ۰        |
| ۱ | آدا هگربرگ     | ۱        | ۰        | ۰        |
| ۱ | ندیم کسلر      | ۱        | ۰        | ۰        |
| ۱ | زیلیا ششیچ     | ۱        | ۰        | ۰        |
| ۵ | آماندین آنری   | ۰        | ۲        | ۰        |
| ۶ | لینا گوسلینگ   | ۰        | ۱        | ۰        |
| ۶ | مارتینا مولر   | ۰        | ۱        | ۰        |
| ۸ | جنیفر ماروشسان | ۰        | ۰        | ۲        |
| ۹ | لوتا شلین      | ۰        | ۰        | ۱        |
| ۹ | نیلا فیشر      | ۰        | ۰        | ۱        |

#### بر پایه کشور
|   | کشور   | مقام اول | مقام دوم | مقام سوم |
| - | ------ | -------- | -------- | -------- |
| ۱ | آلمان  | ۳        | ۲        | ۲        |
| ۲ | نروژ   | ۱        | ۰        | ۰        |
| ۳ | فرانسه | ۰        | ۲        | ۰        |
| ۴ | سوئد   | ۰        | ۰        | ۲        |

#### بر پایه باشگاه
|   | باشگاه    | مقام اول | مقام دوم | مقام سوم |
| - | --------- | -------- | -------- | -------- |
| ۱ | فرانکفورت | ۲        | ۰        | ۲        |
| ۲ | وولفسبورگ | ۱        | ۲        | ۱        |
| ۲ | لیون      | ۱        | ۲        | ۱        |

### فینالیست‌ها
برنده       فهرست نهایی

#### ۱۳–۲۰۱۲
| رتبه | بازیکن        | دور اول | دور نهایی | تیم       |
| ---- | ------------- | ------- | --------- | --------- |
| ۱    | نادین آنگرر   | –       | ۱۰        | فرانکفورت |
| ۲    | لینا گوسلینگ  | –       | ۶         | وولفسبورگ |
| ۳    | لوتا شلین     | –       | ۲         | لیون      |
| ۴    | ندیم کسلر     | ۱۶      | –         | وولفسبورگ |
| ۵    | ورونیکا بوکته | ۱۱      | –         | تیرسو     |
| ۶    | کارولین سگر   | ۸       | –         | تیرسو     |
| ۷    | نیلا فیشر     | ۶       | –         | لینشوپینگ |
| ۸    | زیلیا ششیچ    | ۴       | –         | فرانکفورت |
| ۹    | وندی رنارد    | ۳       | –         | لیون      |
| ۱۰   | لوییزا نسیب   | ۲       | –         | لیون      |

منبع:

#### ۱۴–۲۰۱۳
| رده | بازیکن        | دور اول | دور نهایی | تیم       |
| --- | ------------- | ------- | --------- | --------- |
| ۱   | ندیم کسلر     | –       | ۹         | وولفسبورگ |
| ۲   | مارتینا مولر  | –       | ۳         | وولفسبورگ |
| ۳   | نیلا فیشر     | –       | ۰         | وولفسبورگ |
| ۴   | لینا گوسلینگ  | ۶       | –         | وولفسبورگ |
| ۵   | ورونیکا بوکته | ۵       | –         | تیرسو     |
| ۵   | لوتا شلین     | ۵       | –         | لیون      |
| ۷   | مارتا         | ۳       | –         | تیرسو     |
| ۷   | الکساندرا پاپ | ۳       | –         | وولفسبورگ |
| ۷   | کارولین سگر   | ۳       | –         | تیرسو     |
| ۱۰  | کریستن پرس    | ۲       | –         | تیرسو     |

#### ۱۵–۲۰۱۴
| رده | بازیکن         | دور اول | دور نهایی | تیم           |
| --- | -------------- | ------- | --------- | ------------- |
| ۱   | زیلیا ششیچ     | –       | ۱۱        | فرانکفورت     |
| ۲   | آماندین آنری   | –       | ۴         | لیون          |
| ۳   | جنیفر ماروشسان | –       | ۳         | فرانکفورت     |
| ۴   | ورونیکا بوکته  | ۸       | –         | فرانکفورت     |
| ۴   | آنیا میتاگ     | ۸       | –         | روزنگرد       |
| ۶   | اوژنی لو سومر  | ۷       | –         | لیون          |
| ۷   | رامونا باخمن   | ۶       | –         | روزنگرد       |
| ۸   | وندی رنارد     | ۴       | –         | لیون          |
| ۹   | کارولین سگر    | ۳       | –         | پاری سن ژرمن  |
| ۱۰  | نادین آنگرر    | ۲       | –         | پورتلند تورنز |
| ۱۰  | زیمون لاودر    | ۲       | –         | فرانکفورت     |
| ۱۲  | الکساندرا پاپ  | ۰       | –         | وولفسبورگ     |

#### ۱۶–۲۰۱۵
| رده | بازیکن         | دور اول | دور نهایی | تیم       |
| --- | -------------- | ------- | --------- | --------- |
| ۱   | آدا هگربرگ     | –       | ۱۳        | لیون      |
| ۲   | آماندین آنری   | –       | ۴         | لیون      |
| ۳   | جنیفر ماروشسان | –       | ۳         | فرانکفورت |
| ۴   | ساکی کوماگای   | ۱۱      | –         | لیون      |
| ۴   | وندی رنارد     | ۱۰      | –         | لیون      |
| ۶   | لوییزا نسیب    | ۹       | –         | لیون      |
| ۷   | الکساندرا پاپ  | ۹       | –         | وولفسبورگ |
| ۸   | کامی ابیلی     | ۶       | –         | لیون      |
| ۹   | اوژنی لو سومر  | ۳       | –         | لیون      |
| ۱۰  | امل مجری       | ۲       | –         | لیون      |

#### ۱۷–۲۰۱۶
| رده | بازیکن                    | دور اول | دور نهایی | تیم         |
| --- | ------------------------- | ------- | --------- | ----------- |
| ۱   | لیکه مارتنس               | –       | ۹۵        | بارسلونا    |
| ۲   | پرنیل هاردر               | –       | ۸۱        | وولفسبورگ   |
| ۳   | جنیفر ماروشسان            | –       | ۴۷        | لیون        |
| ۴   | ویوین میدما               |         | –         | بایرن مونیخ |
| ۵   | اوژنی لو سومر             |         | –         | لیون        |
| ۶   | وندی رنار                 |         | –         | لیون        |
| ۷   | شاکی خرونن                |         | –         | فرانکفورت   |
| ۸   | لوسی برنز (بازیکن فوتبال) |         | –         | منچستر سیتی |
| ۹   | جودی تیلور                |         | –         | آرسنال      |
| ۱۰  | شانیس فان دی ساندن        |         | –         | لیورپول     |

#### ۱۸–۲۰۱۷
| رده | بازیکن             | دور اول | دور نهایی | تیم       |
| --- | ------------------ | ------- | --------- | --------- |
| ۱   | پرنیله هاردر       | –       | ۱۰۶       | وولفسبورگ |
| ۲   | آدا هگربرگ         | –       | ۶۱        | لیون      |
| ۳   | آماندین آنری       | –       | ۴۱        | لیون      |
| ۴   | جنیفر ماروشسان     | ۳۲      | –         | لیون      |
| ۵   | لوسی برنز          | ۲۰      | –         | لیون      |
| ۶   | لیکه مارتنس        | ۱۷      | –         | بارسلونا  |
| ۷   | وندی رنار          | ۱۶      | –         | لیون      |
| ۸   | فرن کیربی          | ۱۵      | –         | چلسی      |
| ۹   | اوژنی لو سومر      | ۱۳      | –         | لیون      |
| ۱۰  | شانیس فان دی ساندن | ۷       | –         | لیون      |

#### ۱۹–۲۰۱۸
| رده | بازیکن       | دور اول | دور نهایی | باشگاه |
| --- | ------------ | ------- | --------- | ------ |
| ۱   | لوسی برنز    | –       | ۸۸        | لیون   |
| ۲   | آدا هگربرگ   | –       | ۵۶        | لیون   |
| ۳   | آماندین آنری | –       | ۴۴        | لیون   |
| ۴   | ویوین میدما  | ۳۱      | –         | آرسنال |

### ۲۰–۲۰۱۹
| رده | بازیکن             | دور اول | دور نهایی | باشگاه       |
| --- | ------------------ | ------- | --------- | ------------ |
| ۱   | پرنیله هاردر       | –       | ۹۲        | وولفسبورگ    |
| ۲   | وندی رنار          | –       | ۸۱        | لیون         |
| ۳   | لوسی برنز          | –       | ۲۸        | لوسی برنز    |
| ۴   | ویوین میدما        | ۲۶      | –         | آرسنال       |
| ۵   | دلفین کسکرینو      | ۲۴      | –         | لیون         |
| ۶   | اوژنی لو سومر      | ۱۳      | –         | لیون         |
| ۷   | آدا هگربرگ         | ۱۱      | –         | لیون         |
| ۷   | امل مجری           | ۱۱      | –         | لیون         |
| ۹   | ماری آنتوانت کتوتو | ۸       | –         | پاری سن ژرمن |
| ۱۰  | جنیفر ماروشسان     | ۷       | –         | لیون         |